# FIBA Afrique
La FIBA Afrique (ou Association des fédérations africaines de basket-ball jusqu'en 2002) fondée le 11 juin 1961 au Caire est une délégation géographique de la Fédération internationale de basketball amateur. Elle s'est formée autour de douze pays fondateurs, à savoir l'Égypte, le Maroc, l'Éthiopie, le Soudan, le Togo, la Rhodésie du Nord, la Sierra Leone, le Ghana, la Guinée, la Libye, le Mali et la Haute-Volta. Ce regroupement a permis l'apparition en mars 1962 du premier Championnat d'Afrique des nations de basket-ball.
Désormais la FIBA Afrique regroupe cinquante-quatre fédérations affiliées. Son secrétaire général actuel est l'Ivoirien Alphonse Bilé.

## Historique
Introduit en Afrique au milieu du XXe siècle par les missionnaires et l’administration coloniale, le basket-ball est aujourd’hui le deuxième sport le plus pratiqué en Afrique.
Face à la popularité que  connait cette discipline sportive sur le continent africain à la veille des indépendances et dans le souci de coordonner les efforts des différentes fédérations naissante pour la promotion de ce sport, il fut  indispensable d’unifier les règlements et procéder à l’instauration de compétitions continentales.
Les premiers dirigeants des Fédérations Nationales Africaines de Basketball ont alors exprimé leur désir d’intégrer la FIBA.
C’est à l’issue du sixième Congrès de celle-ci qui s’est tenue à Rome les 30 et 31 août 1960, que la Fédération égyptienne de basket-ball a reçu un quitus pour organiser une Assemblée Générale en vue de la création d’une association chargée de la gestion du basketball sur le continent africain.
Sous l’égide de la FIBA et à l’invitation de la Fédération égyptienne de basket-ball, douze fédérations nationales africaines se sont réunies en Assemblée Générale Constitutive au Caire du 11 au 14 juin 1961. Elles ont porté sur les fonts baptismaux l’Association des Fédérations Africaines de Basketball, ou AFABA.
Les travaux de cette assemblée générale avaient été placés sous la supervision du Dr William Jones alors secrétaire général de la FIBA, M. Abdel Moneim Wahby, vice-président pour l’Afrique, M. Abdel Azim Ashry, membre du Comité Technique International et Mlle Ursula Frank, secrétaire administrative de la FIBA et en présence de représentants du Burkina Faso (Jean Guigma), de l'Éthiopie (Yonokatcheou Tessema), de l'Égypte (Azer Ishak), du Ghana (Tomy Thompson), de la Guinée Conakry (Richard Turpin), du Mali (Gaoussou Keïta), du Maroc (Boujemaa Jdaini Larguet), de la Libye (Aly El Fitouri), de la Rhodésie du Nord (Ronald Joseph Boyle), de la Sierra Leone (Zein El Abdine Basma), du Soudan (Mohamed Taha Ismail) et du Togo(Assah Elliott).
L’institution est créée avec Abdel Moneim Wahby comme président et Abdel Azim Ashry comme Secrétaire Général.
Cinquante ans après sa création, l’Association des Fédérations Africaines de Basketball (AFABA) devenue FIBA Afrique en 2002, est allé son chemin avec un bilan globalement positif.
De douze pays à la création de cette confédération, il y a aujourd’hui 54 pays affiliés à FIBA Afrique. Ces pays participent fréquemment aux activités de formation et de promotion, ainsi qu’aux compétitions et aux réunions.

### L'heure de la modernisation et de la professionnalisation
En effet lors du congrès tenu à Alger en marge du championnat d’Afrique des nations 1995, les dirigeants de l’AFABA avaient procédé à un nettoyage des textes en vigueur depuis 1961.
À partir du congrès de mars 2001 à Casablanca au Maroc, l’AFABA amorce le développement de l’institution et la promotion du basketball sous la conduite du secrétaire général Alphonse Bilé.
Trois plans quadriennaux de développement (2002-2006, 2006-2010 et 2010-2014) ont été mis en place pour redynamiser les instances, professionnaliser l'administration, améliorer la communication, accroître en nombre et en qualité les compétitions, les formations et équiper les fédérations nationales.
Aujourd’hui les compétitions de FIBA Afrique ont gagné en audience et en notoriété ce qui lui vaut le respect et la sympathie de la FIBA et des gouvernements en Afrique et de grandes institutions dans le monde.

## Fédérations

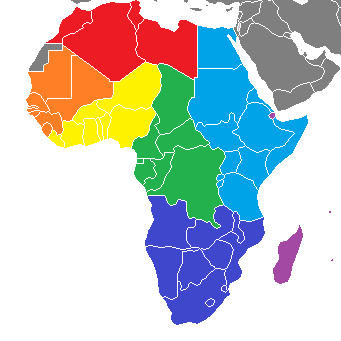
Carte des zones de la FIBA Afrique.

- Zone 1 : Algérie, Libye, Maroc, Tunisie.
- Zone 2 : Cap Vert, Gambie, Guinée-Bissau, Guinée, Mali, Mauritanie, Sénégal, Sierra Leone.
- Zone 3 : Bénin, Burkina Faso, Côte d'Ivoire, Ghana, Liberia, Niger, Nigeria, Togo.
- Zone 4 : Cameroun, Centrafrique, République du Congo, Gabon, Guinée équatoriale, République démocratique du Congo, Sao Tomé-et-Principe, Tchad.
- Zone 5 : Burundi, Égypte, Érythrée, Éthiopie, Kenya, Ouganda, Rwanda, Somalie, Soudan, Tanzanie.
- Zone 6 : Afrique du Sud, Angola, Botswana, Lesotho, Malawi, Mozambique, Namibie, Eswatini, Zambie, Zimbabwe.
- Zone 7 : Djibouti, Comores, Madagascar, Maurice, Seychelles.

## Dans le monde

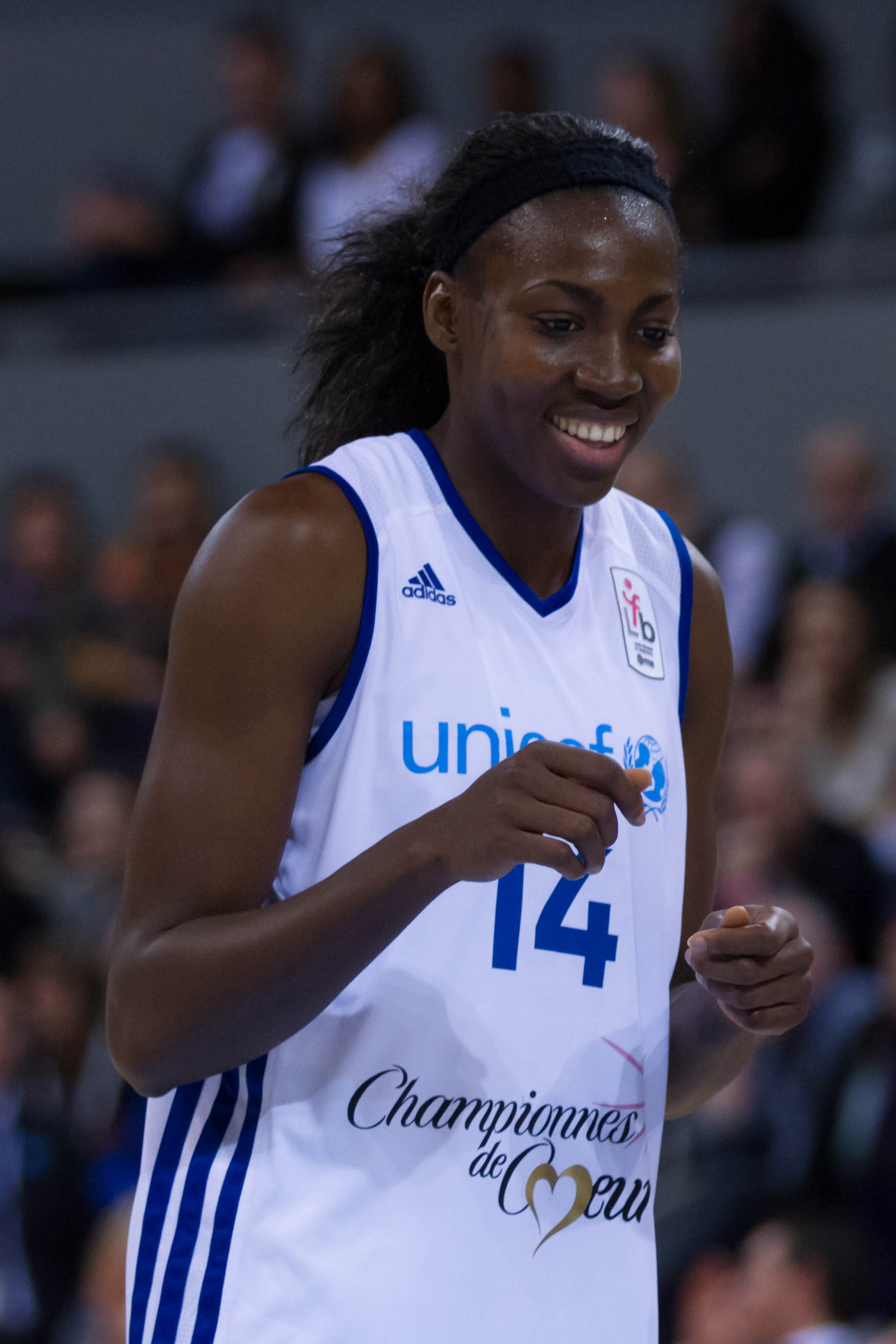
La malienne Djéné Diawara

Fin 2014, le classement des 10 meilleures nations africaines féminines est le suivant :
| No | Équipe        | Points |
| -- | ------------- | ------ |
| 1  | Angola        | 82,0   |
| 2  | Mali          | 81,8   |
| 3  | Sénégal       | 47,0   |
| 4  | Mozambique    | 36,4   |
| 5  | Nigeria       | 11,2   |
| 6  | Cameroun      | 10,6   |
| 7  | Côte d'Ivoire | 09,8   |
| 8  | Tunisie       | 05,2   |
| 9  | RD Congo      | 04,8   |
| 10 | Cap-Vert      | 04,0   |

## Compétitions
La FIBA Afrique a à sa charge plusieurs compétitions.

### Équipes nationales
- Championnat d'Afrique masculin de basket-ball
- FIBA AfroCan (Locaux)
- Championnat d'Afrique féminin de basket-ball
- Championnat d'Afrique de basket-ball U18 masculin
- Championnat d'Afrique de basket-ball U18 féminin
- Championnat d'Afrique de basket-ball U16 masculin
- Championnat d'Afrique de basket-ball U16 féminin

### Clubs
- Coupe d’Afrique des clubs champions de basket-ball
- Coupe d’Afrique féminine des clubs champions de basket-ball
- Ligue africaine de basket-ball

## Présidents
Les présidents de l'AFABA / FIBA Afrique sont :
- 1961-1969 :  Abdel Moneim Wahby[2]
- 1967-1976 :  Lamine Keïta[2]
- 1976-1989 :  Moctar Guène[2]
- 1989-1993 :  François Pehoua[2]
- 1993-1998 :  Abdoulaye Seye Moreau[2]
- 1998-2010 :  Frédéric François Alain Ekra[2]
- 2010-2014 :  Dieudonné Mabusa[2]
- 2014-2019 :  Hamane Niang[3]
- depuis 2019 :  Anibal Manave[4]